# Nangloi Jat
Nangloi Jat é uma vila no distrito de West, no estado indiano de Deli.

## Demografia
Segundo o censo de 2001, Nangloi Jat tinha uma população de 150 371 habitantes. Os indivíduos do sexo masculino constituem 55% da população e os do sexo feminino 45%. Nangloi Jat tem uma taxa de literacia de 63%, superior à média nacional de 59,5%: a literacia no sexo masculino é de 71% e no sexo feminino é de 53%. Em Nangloi Jat, 17% da população está abaixo dos 6 anos de idade.